# Mathurin Cordier
Pour les articles homonymes, voir Cordier (homonymie).
Mathurin Cordier, en latin Corderius, né en 1479 ou 1480, mort le 8 septembre 1564, est un théologien, professeur, humaniste et pédagogue lausannois, d'origine française. Il fut maître à l'Académie et directeur de l'école de Lausanne (Suisse).

## Biographie

### Études
Fils de paysans, il naît à La Perrière, en Normandie. Il fait des études de théologie à Paris et, une fois prêtre, exerce son ministère dans une paroisse de Rouen et continue à étudier, s'intéressant spécialement à la grammaire.

### Enseignement en France
Il quitte ses fonctions de prêtre vers 1514 lorsque, informé de ses compétences, Paris l'appelle pour enseigner la grammaire dans divers établissements. En 1523, il entre au collège de la Marche où il occupe la chaire de rhétorique. Il a comme élève Jean Calvin. Ce dernier, en témoignage de reconnaissance pour la formation qu'il a reçue de lui, lui dédicacera ses Commentaires sur la Première Épître aux Thessaloniciens.
En 1528, il est régent de grammaire au collège de Navarre. Il enseigne ensuite dans plusieurs établissements de France, ne s'arrêtant jamais longtemps dans une ville. En 1533, alors qu'il dirige une école à Nevers, il retourne à Paris. Il y rencontre Robert Estienne, lexicographe et imprimeur protestant, qui éditera les ouvrages de Mathurin Cordier, et qui le fera adhérer au protestantisme.
Il continue à enseigner, à Bordeaux au Collège de Guyenne entre 1535 et 1536 et à Paris. Il épouse Thomasse Pelet et en aura une fille, Suzanne.

### Exil à Genève et Neuchâtel
Dénoncé pour ses idées, Mathurin Cordier fuit la France à la fin de 1536 ou au début de 1537 et se réfugie à Genève, où il enseigne aux côtés de Calvin et de Guillaume Farel. Il est chargé d'une classe au Collège de Rive. L'année suivante, vu les hostilités grandissantes contre les protestants, Mathurin Cordier quitte la ville et rejoint Guillaume Farel à Neuchâtel. Il est nommé directeur des écoles de la ville.

### Enseignement à Lausanne
En octobre 1545, il accepte la requête du Pays de Vaud et prend la direction du Collège Inférieur à Lausanne. Il le dirigera de 1545 à 1557. À sa retraite, les autorités décident de lui allouer une pension pour les services qu'il a rendus pendant 12 ans à l'État.
Mathurin Cordier, en parallèle, est aussi maître des douze, c'est-à-dire directeur d'un internat d'élèves entretenus par l'État et promettant de se vouer au ministère. L'internat est supprimé en 1587, année de l'inauguration de l'Académie. Il a comme pasteur à cette époque Pierre Viret.
Mathurin Cordier, pédagogue, grammairien, a beaucoup contribué à la renommée de l'École de Lausanne. Il publie des ouvrages de pédagogie, de rhétorique et de linguistique.

### Retour à Genève et fin de vie
En 1559, vu les difficultés rencontrée avec le gouvernement bernois, alors en place dans le Pays de Vaud, il gagne Genève, tout comme Pierre Viret et Théodore de Bèze, et retrouve Jean Calvin.
En 1562, à 83 ans, il accepte du Conseil genevois un poste de maître de classe, comme 20 ans auparavant.
Mathurin Cordier meurt le 8 septembre 1564. À sa demande, il est enterré au cimetière de Plainpalais, près de la tombe de Calvin, décédé 3 mois plus tôt.

## Œuvres
- Colloquia (Colloquiorum scholasticorum libri quatuor)
- Principia Latine loquendi scribendique, sive selecta quaedam ex Epistolis Ciceronis
- De Corrupti Sermonis apud Gallos Emendatione et Latine loquendi Ratione
- De Corrupti Sermonis Emendatione Libellus
- De syllabarum quantitate
- Conciones sacrae viginti rex Galliae
- Catonis disticha de moribus
- Remontrances et exhortations au roi et aux grands de son royaume

## Rue Mathurin-Cordier
Une décision municipale de 1937 nomme une rue de Lausanne en son honneur. Elle se trouve entre l'avenue de Béthusy et la rue du Bugnon.

## Sources
- Louis Polla, Rues de Lausanne, Lausanne, éditions 24 heures, 1981, 36-37 p. (ISBN 2826500503)

- (en) Cet article est partiellement ou en totalité issu de l’article de Wikipédia en anglais intitulé « Corderius » (voir la liste des auteurs).
- Jules Bonnet Le testament de Mathurin Cordier dans le volume 17 de la Société de l'Histoire du Protestantisme Français, travail historique.
- Mathurin Cordier, dans le Dictionnaire historique de la Suisse.